# تیم ملی بسکتبال مونته‌نگرو
تیم ملی بسکتبال مونته‌نگرو،تیم ملی بسکتبال مردان مونته نگرو است که در مسابقات بین‌المللی بسکتبال زیر نظر فدراسیون بسکتبال مونته نگرو به میدان می‌رود. این تیم در منطقه فیبا اروپا قرار دارد.

## نتایج

### یورو بسکت
| فیبا یوروبسکت | فیبا یوروبسکت | فیبا یوروبسکت | فیبا یوروبسکت | فیبا یوروبسکت |
| سال           | رتبه          | بازی          | برد           | باخت          |
| ------------- | ------------- | ------------- | ------------- | ------------- |
| ۲۰۱۱          | ۲۱ام          | ۵             | ۱             | ۴             |
| ۲۰۱۳          | ۱۷ام          | ۵             | ۲             | ۳             |
| ۲۰۱۵          | واجد شرایط    | واجد شرایط    | واجد شرایط    | واجد شرایط    |
| مجموع         | مجموع         | ۱۰            | ۳             | ۷             |